# Sphaeradenia fosbergii
Sphaeradenia fosbergii är en enhjärtbladig växtart som beskrevs av Gunnar Wilhelm Harling. Sphaeradenia fosbergii ingår i släktet Sphaeradenia och familjen Cyclanthaceae.
Artens utbredningsområde är Colombia. Inga underarter finns listade.